# Eddie Buczynski

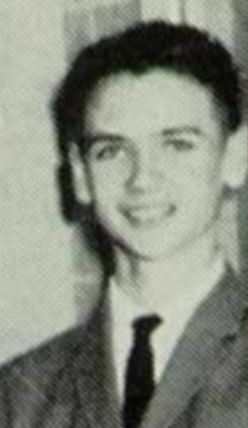
Eddie Buczynski

Eddie Buczynski (Brooklyn, 28 de janeiro de 1947 - 1999) foi um dos principais líderes da Wicca na década de 1970, especialmente nos Estados Unidos, co-fundador da tradição New York Gardnerian, uma das tradições mais conhecidas da Wicca. Eddie foi diagnosticado com HIV/AIDS em 1988 e morreu em 1999 desta doença.

## Biografia
Buczynski fez parte do desenvolvimento da Wicca na década de 1970, especialmente em relação às tradições Gardnerianas.[carece de fontes?]
Foi um wiccaniano formado em arqueologia, fundador da bruxaria tradicionalista galesa e a Irmandade Minóica. Ele nasceu em uma família da classe trabalhadora de ascendência polonesa e italiana, e foi criado como católico. O interesse de Buczynski pela religião pagã surgiu desde cedo. Buczynski foi um líder Wicca abertamente homossexual.
Ele abriu uma loja de suprimentos ocultistas com seu parceiro Herman Slater e mais tarde fundou a Irmandade Minóica, como um meio de abraçar as suas causas e lutar pela sua sexualidade, acolhendo outras pessoas.[carece de fontes?]
Eddie foi diagnosticado com HIV/AIDS em 1988 e morreu em 1999 desta doença.[carece de fontes?]

## Fundação do Temple of the Blue Moon
Em 1975, Buczynski fundou o Temple of the Blue Moon, que se tornou um importante centro de prática e estudo da religião Wicca e outras tradições esotéricas nos Estados Unidos.[carece de fontes?]

## Fundação da Witches' Anti-Defamation League
Buczynski co-fundou, junto com Leo Martello, o The Witches' Anti-Defamation League (em português, Liga Anti-difamação das Bruxas), em 1969, uma organização dedicada a combater estereótipos e preconceitos contra as religiões pagãs.
A organização foi formada em resposta ao retrato negativo das bruxas na cultura popular, como no filme "As Bruxas de Eastwick". A Liga Anti-difamação das Bruxas era uma organização importante na comunidade Wicca, pois procurava desafiar estereótipos negativos e promover a compreensão e aceitação da Wicca e de seus praticantes. A organização fazia parte de um movimento mais amplo dentro da comunidade Wicca para afirmar a legitimidade e validade da religião e para desafiar a discriminação e o preconceito contra os praticantes da Wicca.

## Obras
- Buczynski, Eddie. Magical Rites from the Crystal Well. Editora: Llewellyn Publications, 1985.
- Buczynski, Eddie. Wicca: A Living Tradition. Editora: Llewellyn Publications, 1989.
- Buczynski, Eddie. The Green Circle: Paganism in Practice. Editora: Citadel Press, 1990.
- Buczynski, Eddie. The Craft: A Witch's Book of Shadows. Editora: Citadel Press, 1991.